# Zhao Chongguo

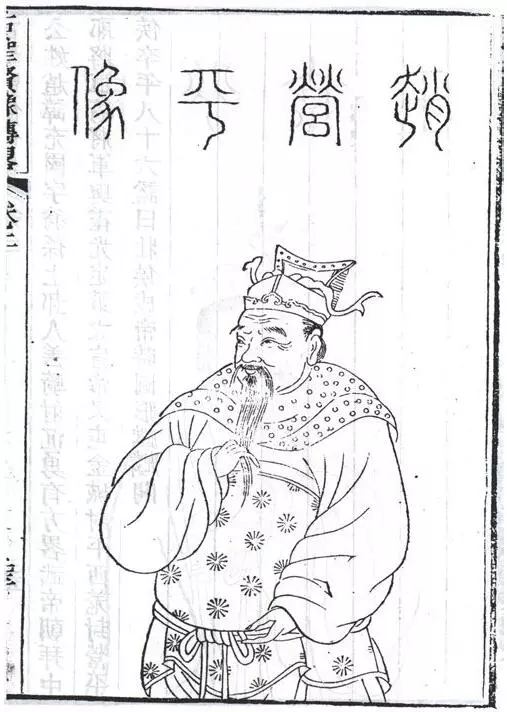
Zhao Chongguo

Zhao Chongguo (chinesisch 趙充國 / 赵充国, Pinyin Zhào Chōngguó; 137–52 v. Chr.; zi: Wengsun chinesisch 翁孙, Pinyin Wēngsūn) war ein chinesischer General aus der Zeit der Westlichen Han-Dynastie. Er stammt aus dem heutigen Ort Tianshui in Gansu. Er ist bekannt für seine Politik der Heranziehung der Truppen zur Bodenerschließung und -bestellung (tuntian 屯田), die er während seiner Befriedung der Westlichen Qiang anwandte.
Seine Biographie ist im Hanshu (Geschichte der Han-Dynastie) enthalten (Hanshu, 69, Zhao Chongguo Xin Qingji zhuan 趙充國辛慶忌傳 "Biografien von Zhao Chongguo und Xin Qingji").